# Sterling Heights
Sterling Heights is een stad in de Amerikaanse staat Michigan en telt 124.471 inwoners. Het is hiermee de 173e stad in de Verenigde Staten (2000). De oppervlakte bedraagt 94,8 km², waarmee het de 172e stad is.

## Demografie
Van de bevolking is 11,8 % ouder dan 65 jaar en bestaat voor 24,1 % uit eenpersoonshuishoudens. De werkloosheid bedraagt 2,5 % (cijfers volkstelling 2000).
Ongeveer 1,3 % van de bevolking van Sterling Heights bestaat uit hispanics en latino's, 1,3 % is van Afrikaanse oorsprong en 4,9 % van Aziatische oorsprong.
Het aantal inwoners steeg van 117.814 in 1990 naar 124.471 in 2000.

## Klimaat
In januari is de gemiddelde temperatuur -4,9 °C, in juli is dat 21,8 °C. Jaarlijks valt er gemiddeld 796,5 mm neerslag (gegevens op basis van de meetperiode 1961-1990).